# 道元
道元（どうげん、正治2年1月2日（1200年1月26日）- 建長5年8月28日（1253年9月29日））は、鎌倉時代初期の禅僧。日本における曹洞宗の宗祖。晩年には、希玄（きげん）という異称も用いた。宗門では高祖承陽大師（こうそじょうようだいし）と尊称される。諡号は仏性伝東国師、承陽大師。諱は希玄。道元禅師（どうげんぜんじ）とも呼ばれる。主著『正法眼蔵』は後世に、古くは和辻哲郎など、近年はスティーブ・ジョブズら多大な影響を与えている。

## 生い立ち
道元は、正治2年（1200年）、京都の公卿の久我家（村上源氏）に生まれた。幼名は「信子丸」、「文殊丸」とされるが、定かでは無い。両親については諸説あり、仏教学者の大久保道舟が提唱した説では、父は内大臣の源通親（久我通親または土御門通親とも称される）、母は太政大臣の松殿基房（藤原基房）の娘の藤原伊子で、京都木幡の木幡山荘にて生まれたとされているが、根拠とされた面山瑞方による訂補本『建撕記』の記載の信用性に疑義も持たれており、上記説では養父とされていた源通親の子である大納言の堀川通具を実父とする説もある。四国地方には道元の出生に関して「稚児のころに藤原氏の馬宿に捨てられていたのを発見され、その泣き声が読経のように聞こえるので神童として保護された」との民間伝承もあるが、キリストや聖徳太子の出生にまつわる話と混同されて生じたものである可能性も示唆されている。伝記『建撕記』によれば、3歳で父（通親）を、8歳で母を失って、異母兄である堀川通具の養子となった。
4歳にして漢詩『百詠』、7歳で『春秋左氏伝』、9歳にて『阿毘達磨倶舎論』を読んだ神童であったと云われており、両親の死後に母方の叔父である松殿師家（元摂政内大臣）から松殿家の養嗣子にしたいという話があったが、世の無常を感じ出家を志した道元が断ったと言う説もあり、逸話として「誘いを受けた道元が近くに咲いていた花を群がっていた虫ごとむしりとって食べ、無言のうちに申し出を拒否する意志を伝えた」とある。14歳で天台の僧となるが、その教義に満足せず、栄西を尋ね禅宗に入った。貞応二年宋に渡り天童山に参禅して安貞元年帰国。興聖寺を経て越前の永平寺に移った。権勢を避け名利を求めず、専ら体験を尊び、座禅本位の仏教を正伝として釈尊の昔に帰れと説いた。西洞院高辻に没。

## 主な活動

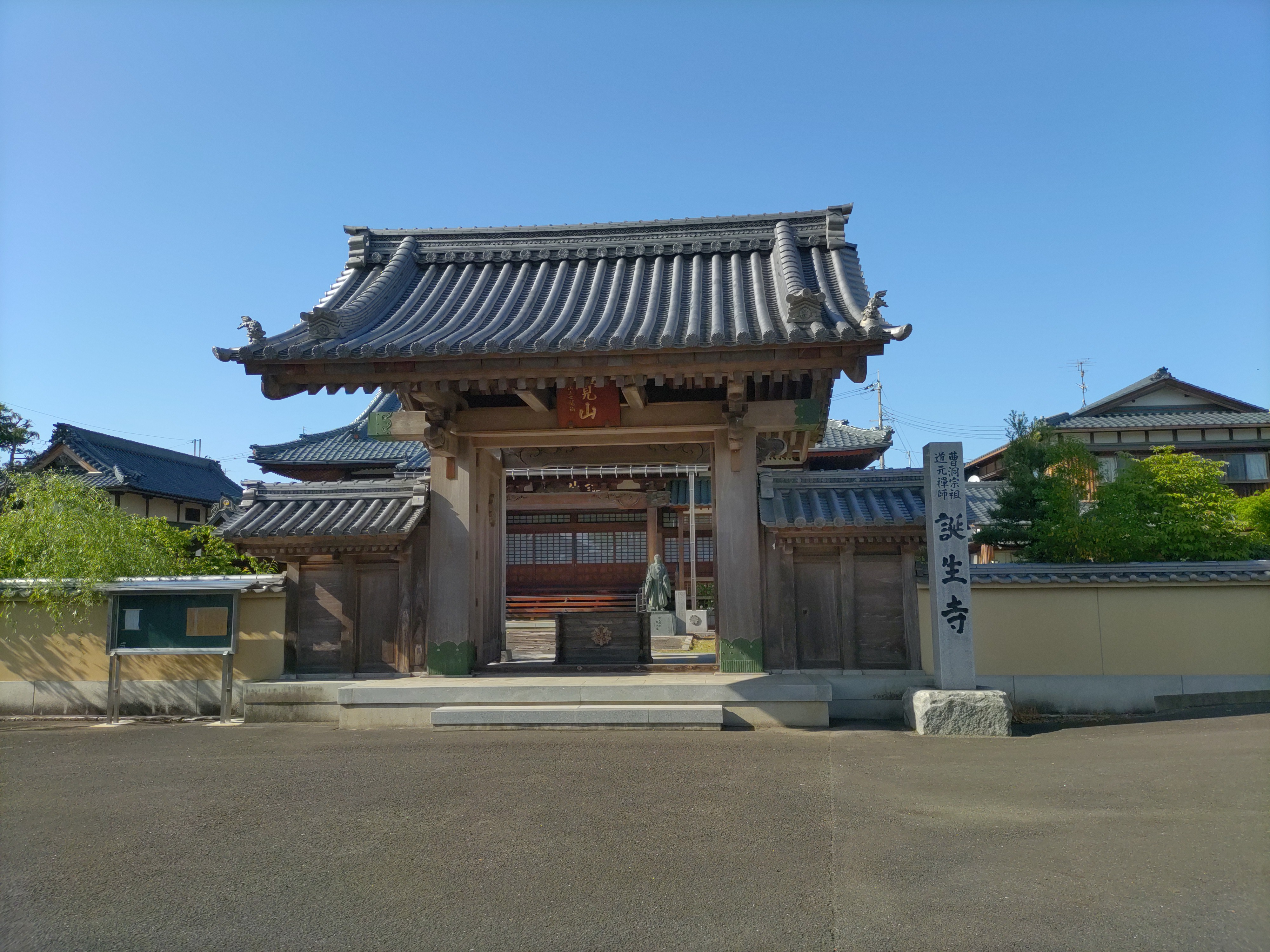
曹洞宗宗祖 道元禅師 誕生寺

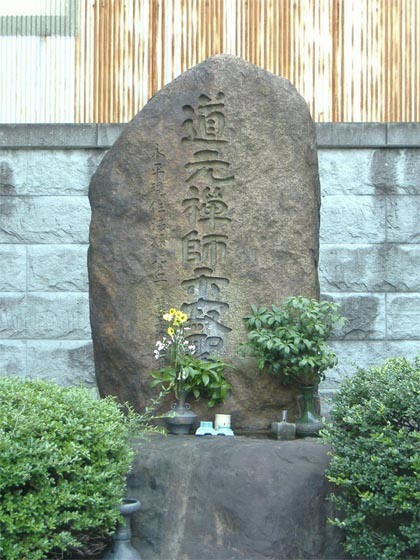
道元禅師示寂の地

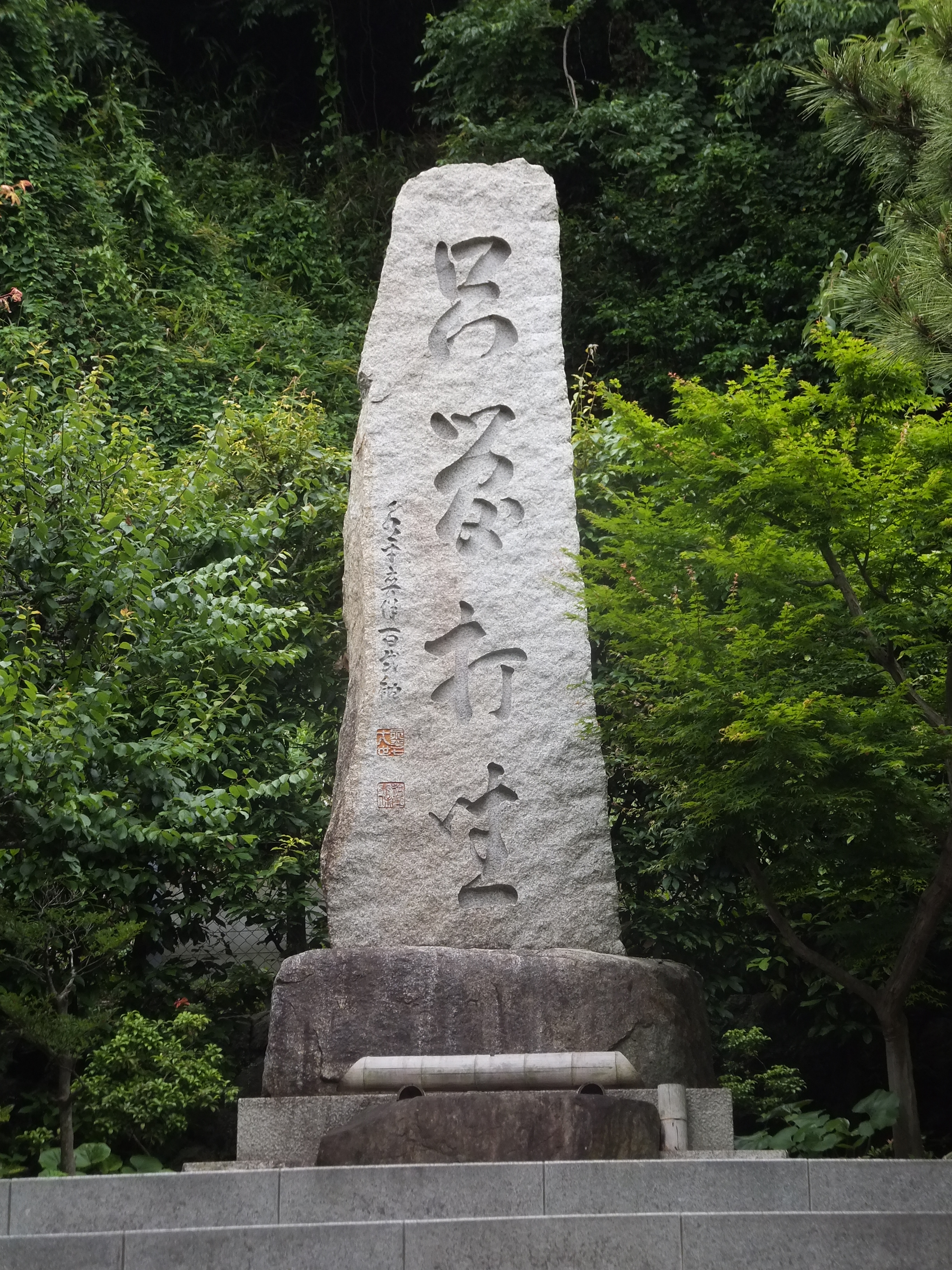
曹洞宗高祖 道元禅師顕彰碑 「只管打座」（鎌倉市）

- 建暦2年（1212年）、比叡山にいる母方の叔父の良顕を訪ねる[13]。
- 建暦3年（1213年）、天台座主公円について出家し[4]、仏法房道元と名乗る。
- 建保3年（1215年）、園城寺（三井寺）の公胤の元で天台教学を修める[4]。
- 建保5年（1217年）、建仁寺にて栄西の弟子の明全に師事[4]。
- 貞応2年（1223年）、明全とともに博多から南宋に渡って諸山を巡る[4]。
- 南宋の宝慶元年（1225年）、天童如浄の「身心脱落」の語を聞いて得悟[4]。中国曹洞禅の、只管打坐の禅を如浄から受け継いだ[4]。その際の問答記録が『寶慶記』（題名は当時の南宋の年号に由来）である。
- 安貞元年（1227年）、帰国[14][15]。帰国前夜『碧巌録』を書写したが、白山妙理大権現が現れて手助けしたという伝承がある（一夜碧巌）。また、同年『普勧坐禅儀』を著す[14]。
- 天福元年（1233年）、京都深草に興聖寺を開く[4]。「正法眼蔵」の最初の巻である「現成公案」を、鎮西太宰府の俗弟子、楊光秀のために執筆する[16]。
- 天福2年（1234年）、孤雲懐奘が入門[4]。続いて、達磨宗からの入門が相次いだことが比叡山を刺激した[4]。この頃、比叡山からの弾圧を受ける。
- 寛元元年（1243年）、越前国の地頭波多野義重の招きで越前志比荘に移転[4]。途中、朽木の領主佐々木信綱の招きに応じ、朽木に立ち寄る（興聖寺の由来）。
- 寛元2年（1244年）、傘松に大佛寺を開く。
- 寛元4年（1246年）、大佛寺を永平寺に改め、自身の号も希玄と改める。
- 宝治元年-3年（1247年-1249年）頃[17]、執権北条時頼、波多野義重らの招請により教化のため鎌倉に下向する。鎌倉での教化期間は半年間であったが、関東における純粋禅興隆の嚆矢となった。
- 建長5年（1253年）、病により永平寺の住職を、弟子孤雲懐奘[注釈 1]に譲り、没す。享年54（満53歳没）。死因は瘍とされている。
- 嘉永7年（1854年）、孝明天皇より「仏性伝東国師」の国師号を宣下される。
- 明治12年（1879年）、明治天皇より「承陽大師」の大師号を宣下される。

## 教義・思想
- ひたすら坐禅するところに悟りが顕現しているとする立場が、その思想の中核であるとされる[4]。道元のこの立場は修証一等や本証妙証と呼ばれ、そのような思想は75巻本の「正法眼蔵」に見えるものであるとされるが、晩年の12巻本「正法眼蔵」においては因果の重視や出家主義の強調がなされるようになった[4]。
- 成仏とは一定のレベルに達することで完成するものではなく、たとえ成仏したとしても、さらなる成仏を求めて無限の修行を続けることこそが成仏の本質であり（修証一等）、釈迦に倣い、ただひたすら坐禅にうちこむことが最高の修行である（只管打坐）と主張した。
- 鎌倉仏教の多くは末法思想を肯定しているが、『正法眼蔵随聞記』には「今は云く、この言ふことは、全く非なり。仏法に正像末（しょうぞうまつ）を立つ事、しばらく一途（いっと）の方便なり。真実の教道はしかあらず。依行せん、皆うべきなり。在世の比丘必ずしも皆勝れたるにあらず。不可思議に希有（けう）に浅間しき心根、下根なるもあり。仏、種々の戒法等をわけ給ふ事、皆わるき衆生、下根のためなり。人々皆仏法の器なり。非器なりと思ふ事なかれ、依行せば必ず得べきなり」と、釈迦時代の弟子衆にもすぐれた人ばかりではなかったことを挙げて、末法は方便説に過ぎないとして、末法を否定した。
- 南宋で師事していた天童如浄が、ある日、坐禅中に居眠りしている僧に向かって「参禅はすべからく身心脱落（しんじんだつらく）なるべし』と一喝するのを聞いて大悟した[19]。身心脱落とは、心身が一切の束縛から解き放たれて自在の境地になることである[20]。道元の得法の機縁となった「身心脱落」の語は、曹洞禅の極意をあらわしている[20]。
- 道元は易行道（浄土教教義の一つ）には、否定的な見解を述べている[注釈 2]。
- 道元は『法華経』を特に重視した。『正法眼蔵随聞記』で最も多く引用されている経典は『法華経』である[22]。道元は晩年、不治の病となり、永平寺を出て在家の弟子の住宅に移り、自分の居所を「妙法蓮華経庵」と名付けた。死期をさとった道元は、亡くなる直前、『法華経』のいわゆる「道場観」の経文(『法華経』如来神力品第二十一の中の「若於園中」から「諸仏於此而般涅槃」まで)を低い声で口ずさみながら室内を歩きまわり、柱にその経文を書き付けたあと、「妙法蓮華経庵」と書き添えた[23]。
- 徒（いたずら）に見性を追い求めず、坐禅する姿そのものが「仏」であり、修行そのものが「悟り」であるという禅を伝えた。

## 著書
- 『正法眼蔵』（しょうぼうげんぞう、七十五巻本＋十二巻本＋補遺）[注釈 3]
  - 『日本思想大系12・13　道元　正法眼蔵』（寺田透・水野弥穂子[24] 校注、岩波書店、1970-1972年）

新装版『原典日本仏教の思想7・8　道元　正法眼蔵』（岩波書店、1990-1991年）
  - 『現代語訳正法眼蔵』（全12巻、西嶋和夫訳　金沢文庫、1970年）
  - 『全巻現代訳正法眼蔵』（全2巻、高橋賢陳訳　理想社、1971年）
  - 『正法眼蔵』（全4巻、水野弥穂子校注、岩波文庫、1990-1993年、ワイド版1993年）
  - 『現代語訳　正法眼蔵』（石井恭二訓読・注釈・訳、河出書房新社（普及版も刊）／河出文庫、2004年）
- 『永平廣録』（えいへいこうろく、全十巻）
  - 『永平廣録』（石井恭二訓読・注釈・訳、河出書房新社 上中下、2005年）
  - 『永平廣録　道元禅師の語録』（篠原寿雄、大東出版社 全3巻、1998年）
  - 『永平廣録提唱』（西嶋和夫訳、金沢文庫11分冊、1997年）
  - 『道元和尚廣録』（寺田透訳、筑摩書房 上下、1995年）
  - 『道元禅師語録』（鏡島元隆編、講談社学術文庫、1990年）- 文庫判は各抄版
  - 『道元「永平広録・上堂」選』（大谷哲夫全訳注、講談社学術文庫）
  - 『道元「永平広録・頌古」』（大谷哲夫全訳注、同上）
  - 『道元「永平広録　真賛・自賛・偈頌」』（大谷哲夫全訳注、同上、2005-2014年）
- 『普勧坐禅儀』－『永平広録』巻八
  - 『道元「小参・法語・普勧坐禅儀」』（大谷哲夫全訳注、講談社学術文庫、2006年）
- 『永平清規 （典座教訓、対大己法、弁道法、知事清規、赴粥飯法、衆寮箴規）』
読みは（えいへいしんぎ（てんぞきょうくん、たいたいこほう、べんどうほう、ちじしんぎ、ふしゅくはんほう、しゅうりょうしんぎ））
  - 『永平清規　典座教訓提唱』、『赴粥飯法提唱』（各・西嶋和夫、金沢文庫、1991-1992年）
  - 『道元禅師の『典座教訓』を読む』（秋月龍珉、ちくま学芸文庫、2015年）
  - 『道元「赴粥飯法」』（石井修道解説、角川ソフィア文庫、2024年）
  - 『道元・日々の生きかた　典座教訓・赴粥飯法・衆寮箴規』（佐藤達全、大法輪閣、2001年）
  - 『典座教訓 赴粥飯法』（中村璋八・石川力山・中村信幸訳注、第一出版、1980年／講談社学術文庫、1991年）
- 『正法眼蔵随聞記』（しょうぼうげんぞうずいもんき） - 懐奘編で道元の言行録。
  - 『正法眼蔵随聞記　新校註解』（大久保道舟校註　山喜房仏書林、1958年）
  - 『正法眼蔵随聞記』（古田紹欽訳注　角川文庫、1960年）
  - 『正法眼蔵随聞記』（和辻哲郎校訂・中村元改訂解説、岩波文庫、改版1982年、ワイド版1991年）
  - 『正法眼蔵随聞記』（篠原壽雄訳著、大東出版社〈大東名著選〉、1987年）
  - 『正法眼蔵随聞記』（水野弥穂子訳、ちくま学芸文庫（新版）、1992年）
  - 『正法眼蔵随聞記　現代語訳』（池田魯参訳、大蔵出版、1993年）
  - 『正法眼蔵随聞記』（山崎正一全訳注、講談社学術文庫（新版）、2003年）
- 『寶慶記』（ほうきょうき、在宋中の道元が師とかわした問答の記録）
  - 『宝慶記－道元の入宋参学ノート』（池田魯参、大東出版社、1989年、新装版2004年）
  - 『道元禅師 宝慶記　現代語訳・註』（水野弥穂子、大法輪閣、2012年）
  - 『道元「宝慶記」全訳注』（大谷哲夫、講談社学術文庫、2017年）
- 『道元禅師全集』（全7巻、春秋社、1988-93年）、河村孝道、鏡島元隆、鈴木格禅ほか校註
- 『原文対照現代語訳 道元禅師全集』（全17巻、春秋社、1999-2013年）、鏡島元隆監修、水野弥穂子・石井修道・角田泰隆ほか訳註